# Louis Parrocel
Pour les articles homonymes, voir Parrocel.
Louis  Parrocel est un peintre français né à Brignoles en 1634 et mort à Avignon en 1694.

## Biographie
Louis Parrocel est le fils de Barthélemy Parrocel, qui lui enseigne la peinture, et de Catherine Simon. Il est baptisé le 18 février 1624 dans l'église Saint-Sauveur de Brignoles. Deux de ses frères sont également peintres : l'aîné, Jean Barthélemy Parrocel (1631-1667) et Joseph Parrocel (1646-1704), qui sera surnommé le « Parrocel des batailles ». Après un séjour à Paris, il se fixe à Avignon où il épouse Dorothée de Rostang le 29 juin 1666 à l'église Saint-Agricol. Il aura de nombreux enfants dont deux fils qui seront peintre : Pierre Parrocel et Jacques-Ignace Parrocel.
Il est l'auteur de nombreuses peintures religieuses pour les églises de Cavaillon, Brignoles et Avignon. Il réalise également une toile de grand format pour l'ancien hôtel de ville d'Avignon.
Huit de ses œuvres sont protégés au titre du patrimoine, par le ministère de la Culture.

## Œuvre
- Brignoles, église Saint-Sauveur : Descente de Croix.
- Cavaillon, cathédrale Notre-Dame-et-Saint-Véran, chapelle du Saint-Sacrement :
  - La Cène[2] ;
  - Le Triomphe du Saint-Sacrement[3].

Œuvres de Louis Parrocel
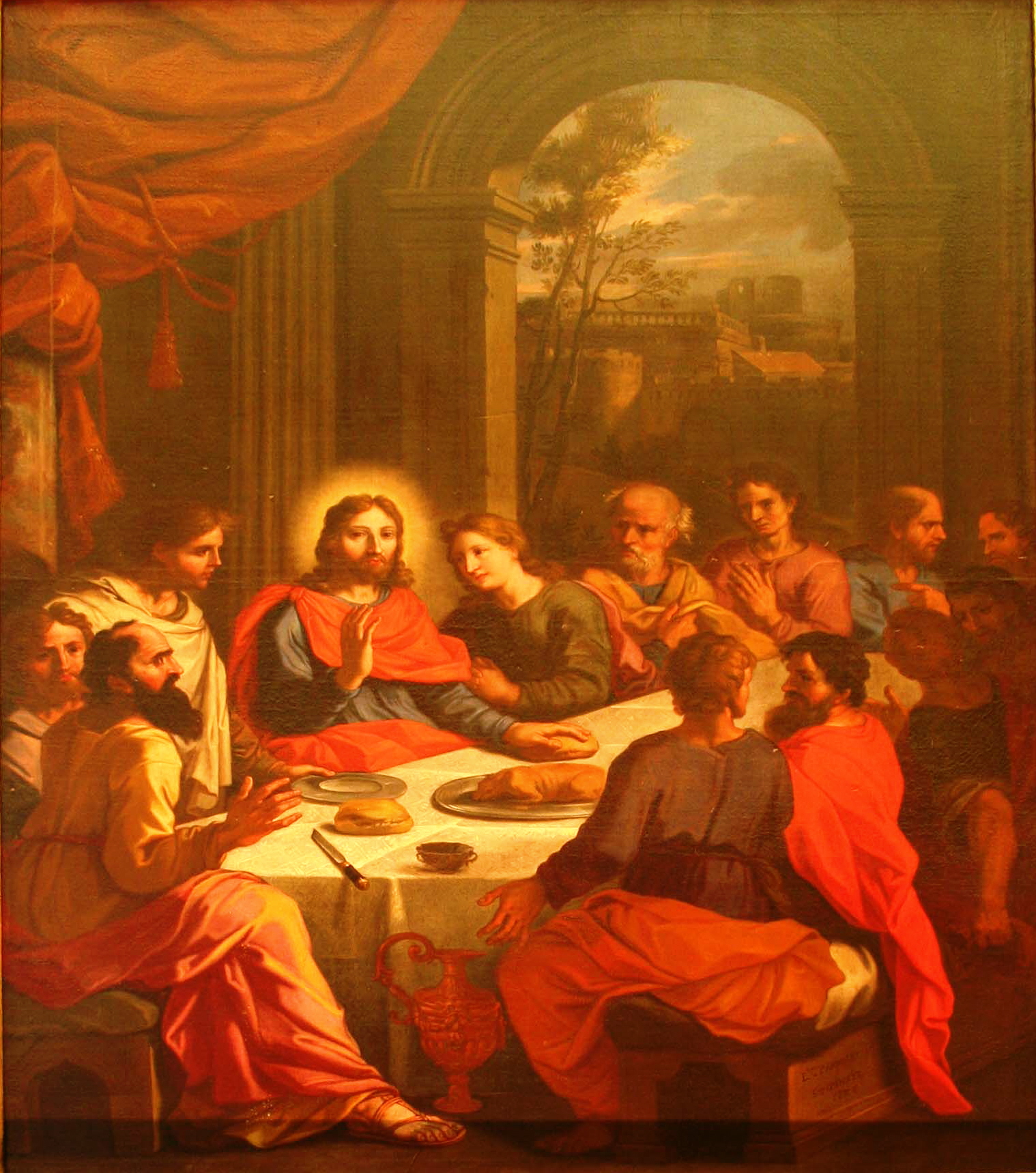
La Cène, cathédrale Notre-Dame-et-Saint-Véran de Cavaillon.
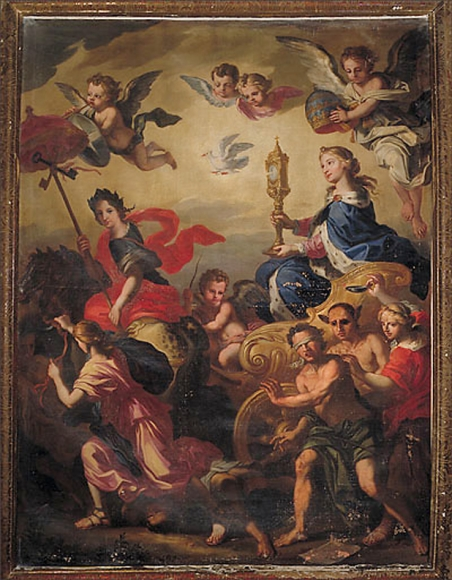
Le Triomphe du Saint-Sacrement, cathédrale Notre-Dame-et-Saint-Véran de Cavaillon.